# Begonia carrieae
Espèce
Begonia carrieae est une espèce de plantes de la famille des Begoniaceae. Ce bégonia est originaire du Mexique. L'espèce fait partie de la section Gireoudia.
Elle a été décrite en 1976 par Rudolf Christian Ziesenhenne (1911-2005). L'épithète spécifique carrieae signifie « de Carrière », en hommage au botaniste français Élie-Abel Carrière (1818-1896).

## Répartition géographique
Cette espèce est originaire du pays suivant : Mexique.